# Bray-en-Val
Bray-en-Val là một xã trong tỉnh Loiret, vùng Centre-Val de Loire bắc trung bộ nước Pháp. Xã này nằm ở khu vực có độ cao từ 107-147 mét trên mực nước biển.